# Khonken
Khonken (thaiul írva: ขอนแก่น, angol átírással: Khon Kaen) város Thaiföld ÉK-i részén, az azonos nevű tartomány székhelye. Bangkoktól közúton kb. 450 km-re ÉK-re fekszik. 
Kulturális, adminisztratív és gazdasági központ.

## Népesség
| Lakosok száma | 120 957 | 113 754 | 115 928 |
|               | 2006    | 2010    | 2014    |

## Látnivalók
- A buddhista templomok
- Phra Mahathat Kaen Nakhon (thai: พระมหาธาตุแก่นนคร) a 9 emeletes sztúpa a Wat Nong Waeng (วัดหนองแวง) templomnál.
- Khon Kaen Nemzeti Múzeum (thai: พิพธภัณฑสถานแห่งชาติขอนแก่น) bronzkori leletek, Buddha-szobrok, emléktáblák, ékszerek, mindennapi tárgyak a parasztok életéből stb.
- Bueng Kaen Nakhon (thai: บึงแก่นนคร) - tó a város délkeleti részén, helyi üdülőterület. Este számos étterem és szórakozóhely nyit ki a tó körül.
- Hong Mun Mang (thai: โฮงมูนมัง) - múzeum Bueng Kaen Nakhon-nál

## Helyi fesztiválok, események
- Khon Kaen Nemzetközi Maraton - január végén / február elején
- Mezőgazdasági Vásár - január végén / február elején
- Selyem Fesztivál - november végén / december elején

## Fordítás
- Ez a szócikk részben vagy egészben  a   Khon Kaen című német Wikipédia-szócikk fordításán alapul.  Az eredeti cikk szerkesztőit annak laptörténete sorolja fel. Ez a jelzés csupán a megfogalmazás eredetét és a szerzői jogokat jelzi, nem szolgál a cikkben szereplő információk forrásmegjelöléseként.